# 嫦娥石
嫦娥石（英語：Changesite-(Y)）是一種磷酸鹽礦物，呈柱狀晶體，存在於月球玄武岩顆粒中，是人類在月球上發現的第六種新礦物（前五種包括鎂鐵鈦礦、三斜鐵輝石、靜海石、吉岡石和自然鈰單質），也讓中國成為繼美蘇後第三個在月球發現並命名新物質的國家。
嫦娥石的英文名稱由change（嫦娥的汉语拼音）+s+ite（英文后缀，表示矿物）+ Y（稀土礦物後綴，表示其中富含稀土元素釔）组成，經國際礦物學協會（IMA）新礦物和礦物命名委員會（CNMNC）投票通過，批准号为IMA2022-023a，確認為新礦物。
嫦娥石的理想化学式为(Ca8Y)□Fe2+(PO4)7，晶体结构属三方晶系，空间群R3c。颗粒约2~30微米，呈微小柱状，伴生矿物有铁橄榄石、单斜辉石、钛铁矿、长石、斜锆石、方石英、陨硫铁和玻璃等。

## 歷史
2022年9月9日，中華人民共和國國家航天局、中華人民共和國國家原子能機構聯合在京發佈嫦娥五號最新科學成果：中國科學家首次在月球土壤樣本中發現新礦物，並命名為“嫦娥石”。